# Авеллан, Йохан Хенрик

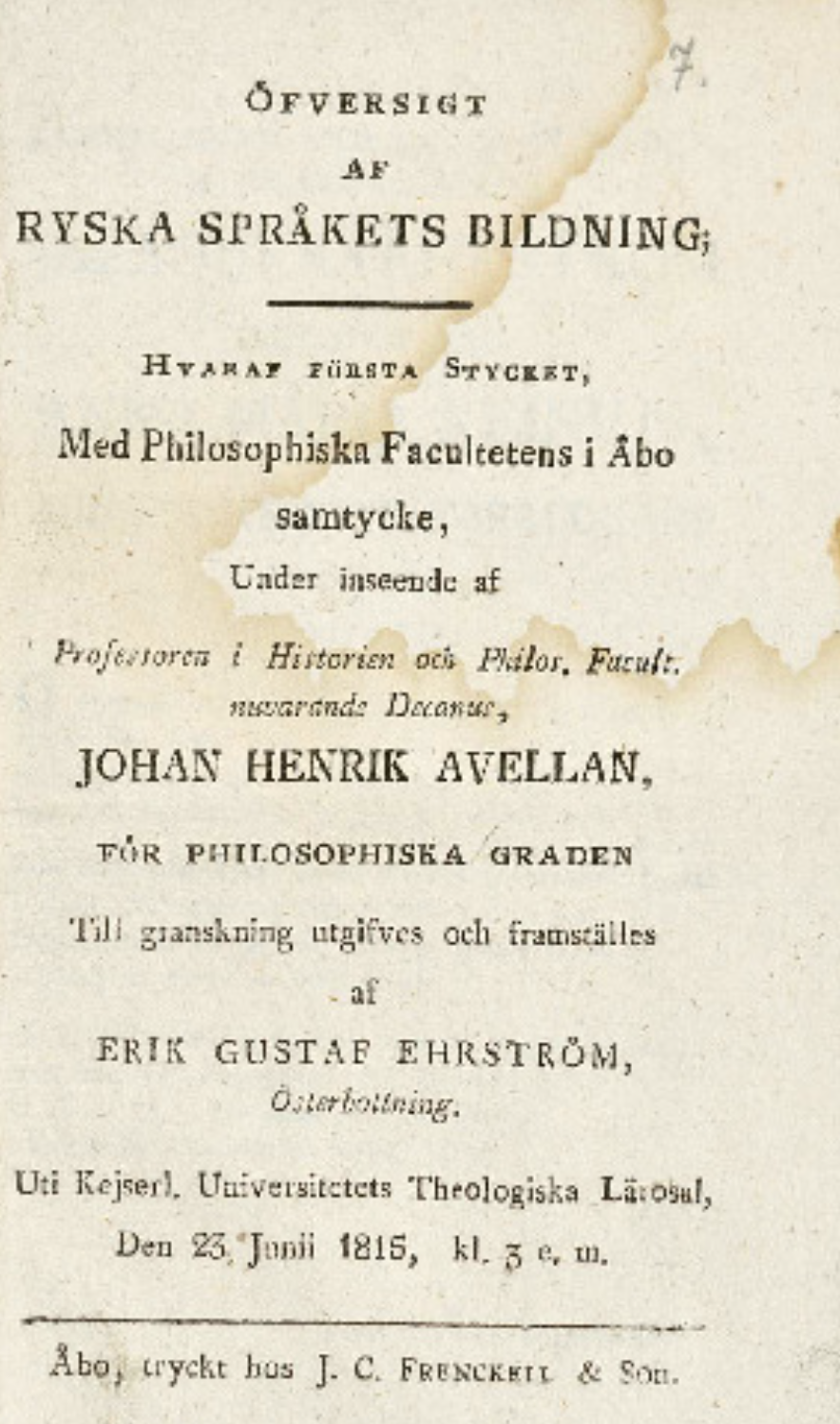
Обзор формирования русского языка (1815).

Йохан Хенрик Авеллан (18 декабря 1773 или 1773, Свеаборг, Нюланд и Тавастегус — 3 сентября 1832 или 1832, Гельсингфорс) — финский философ, профессор истории и философии и ректор Академии Або (позднее преобразованной в Императорский Александровский университет).

## Карьера
Авеллан окончил гимназию в 1790 году. Профессор Хенрик Габриэль Портан проверил магистерскую диссертацию Авеллана в Академии Турку в 1795 году. В том же году Авеллан получил степень магистра философии. Первую диссертацию написал на шведском языке о философе Георге Вильгельме Фридрихе Гегеле.
Авеллан работал доцентом практической философии в Академии Або с 1804 года, помощником по естественному праву и истории с 1809 года и помощником по философии с 1810 года.
Авеллан написал книгу о церемонии присвоения ученых степеней в академии 1810 года, в которой участвовал канцлер Императорской академии Або, государственный секретарь Михаил Сперанский.
В 1812 году Авеллан был назначен профессором истории; одновременно исполнял обязанности профессора практической философии в 1811—1812 и 1824—1827 годах. Авеллан был учителем философа Йохана Вильгельма Снелльмана. Диссертацию Авеллана «Öfversigt af ryska språkets bildning» (Обзор формирования русского языка) проверил доцент русской истории, литературы и языка академии Эрик Густав Эрстрём.
Авеллан был ректором академии в 1822—1823 годах. В то же время граф Йохан Фредрик Аминофф был вице-канцлером академии, а цесаревич Николай I — канцлером.
Авеллан был удостоен почетного членства в Хямяляйском землячестве в 1818 году. Он был инспектором землячества в 1821—1832 годах.
Авеллан написал диссертацию о британском методе Белла-Ланкастера в 1828 году. В 1829 году Авеллан основал первую частную школу в Хельсинки. Авеллан работал профессором до конца своей жизни в Императорском Александровском университете в Хельсинки до 1832 года.
Как философ Авеллан был гегельянцем. Он специализировался на философии образования, также писал об эстетике. Авеллан изучал современную зарубежную педагогику.

## Семья
Отец — пастор Рюмяттюля, магистр философии Карл Авеллан (1741—1808); мать — Мария Ребекка Ламан. Его первой женой была Кристина Элеонора Альмквист (ум. 1821), а второй — Агнес Шарлотта София Вреде (ум. 1846). Камергер, таможенный инспектор и писатель Герман Авеллан (1820—1912) был сыном Авеллана от первого брака. Дочь Авеллана от первого брака, Ида Матильда (Турку 24.10.1817 — Хельсинки 13.6.1859) вышла замуж за полковника, государственного деятеля Берндта Адольфа Карла Грегори Аминоффа в Турку 13 июня 1841 года.